# 9284 Juansanchez
9284 Juansanchez è un asteroide della fascia principale. Scoperto nel 1981, presenta un'orbita caratterizzata da un semiasse maggiore pari a 2,9419683 UA e da un'eccentricità di 0,0223040, inclinata di 9,41801° rispetto all'eclittica.